# Estelle Liebling
Estelle Liebling   (Nova York, 21 d'abril de 1880 - 25 de setembre de 1970) va ser una professora de cant que va ensenyar a cantar mitjançant el mètode de tres registres. Va subratllar la "inconfusibilitat" de la setena octava, així com l'evitació del registre de capçalera en homes. Un dels alumnes més famosos de Liebling va ser Beverly Sills, una soprano de coloratura. També va instruir a Meryl Streep quan aquesta actriu era molt jove com a cantant.
Estelle Liebling va ser alumna de Mathilde Marchesi i va dur a terme la tradició de Manuel Garcia Jr. (Manuel Patricio Rodríguez Sitches).
Liebling havia estat una soprano afavorida per John Philip Sousa abans de la seva carrera.